# Band FM Araçatuba
Band FM Araçatuba é uma emissora de rádio brasileira sediada em Araçatuba, município do estado do São Paulo. Opera no dial FM, na frequência 96.9 MHz, originada da migração AM-FM e é uma emissora propria  da Band FM.

## História
Tudo começou em 30 de novembro de 1957, com a criação da Rádio Difusora AM 1210. A segunda emissora de rádio da cidade, fundada pela família Leuzzi, além também da família Amaral, composto por um comerciário e um advogado. A emissora sempre foi a pioneira em transmissões esportivas no interior, formada por: Rubens Maciel, Pedro Crotte, Milton Payan, entre outros, além de programas que conquistavam a audiência da região, a mesma operava com 5.000 kw de potência.
Em 2005, a emissora passa á afiliar a Rádio Bandeirantes, mudando seu nome para Rádio Bandeirantes de Araçatuba.
Em 2014, a emissora pede a migração AM-FM.
Sua programação, tinha os seguintes programas: Manhã Bandeirantes, Embalos da Jovem Guarda, Debate Esportivo, Eu Você e a Saudade, entre outros. Os locutores que fizeram parte foram: Beto Moroti, Beto Pompéia, Luquinha Panini, Jéssica Panini, Serginho Vittali, entre outros.
Em 2017, emissora recebeu da Anatel, a frequência FM 96.9 e passou na nova frequência na primeira semana de setembro. Em outubro do mesmo ano, foi confirmado que a emissora iria compor a Band FM, a mesma já começava os testes antes da estreia. A estreia ocorreu ás 06h do dia 20 de outubro, durante o programa "A Hora do Ronco".
Em novembro de 2017, a Difusora completou 60 anos, como o Grupo Bandeirantes assumiu parte da concessão da frequência que virou Band FM, passando a ser uma emissora própria, a Difusora passa a virar uma web rádio. Os estúdios da Band, se localizam em uma sala comercial no centro de Araçatuba.